# Nilasera corussans
Nilasera corussans är en fjärilsart som beskrevs av Wood-mason och De Nicéville 1880. Nilasera corussans ingår i släktet Nilasera och familjen juvelvingar. Inga underarter finns listade i Catalogue of Life.